# Штольц, Отто
Отто Штольц (род. 3 июля 1842 — 23 ноября 1905) — австрийский математик, известный работами в области математического анализа, профессор. 

## Биография
Родился в городе Халль-ин-Тироль, учился в Инсбруке с 1860 года и в Вене с 1863 года, защитив докторскую диссертацию в 1867 году. Вернулся в Инсбрук как профессор математики.
Вначале занимался геометрией, которая была темой его диссертации, но затем под влиянием Вейерштрасса переключился на математический анализ. Установил результат, известный как теорема Штольца.
Умер в 1905 году в Инсбруке.